# Ulvesund
Ulvesund is een plaats in de gemeente Kungälv in het landschap Bohuslän en de provincie Västra Götalands län in Zweden. De plaats heeft 70 inwoners (2010) en een oppervlakte van 10 hectare.